# Hubert Krivine
Pour les articles homonymes, voir Krivine.
Hubert Krivine, né le 10 juillet 1941, est un physicien français. Ancien chercheur au Laboratoire de physique théorique et modèles statistiques (LPTMS) de l'université d'Orsay, il a été enseignant à l'université Pierre-et-Marie-Curie à Paris.
Il est aussi un militant trotskiste. Après avoir intégré les Jeunesses communistes en 1955, il pratique l'entrisme au Parti communiste français dès l'année suivante, depuis le Parti communiste internationaliste. Il est ensuite successivement militant à la Ligue communiste, la Ligue communiste révolutionnaire et enfin au Nouveau Parti anticapitaliste.

## Biographie
Hubert Krivine est le frère jumeau d'Alain Krivine, le frère de Jean-Michel Krivine, et le cousin de Jean-Louis Krivine et d'Emmanuel Krivine, chef d'orchestre.
Il étudie au lycée Condorcet (Paris).

## Œuvres
Il a écrit plusieurs ouvrages à caractère scientifique :
- Exercices de mathématiques pour physiciens corrigés et commentés , Cassini, 2003
- La physique statistique en exercices (en collaboration avec Jacques Treiner), Vuibert, 2008
- La Terre : des mythes au savoir, Cassini, 2011

prix de l'Union rationaliste 2011
prix d'épistémologie de l'Académie des sciences 2012
- De l'atome imaginé à l'atome découvert : contre le relativisme (en collaboration avec Annie Grosman), De Boeck, 2015
- Petit traité de hasardologie, Cassini, 2016

mention au trophée « Tangente » 2017
- Comprendre sans prévoir, prévoir sans comprendre, Cassini, 2018
- L'IA peut-elle penser ? Miracle ou mirage de l'Intelligence Artificielle, De Boeck Supérieur, 2021
- On nous aurait menti ? De la rumeur aux fake news, De Boeck Supérieur, 2022
- ChatGPT, une intelligence sans pensée, Cassini, 2025